# Alphestes
Alphestes è un genere di pesci appartenenti alla famiglia Serranidae, sottofamiglia Epinephelinae.

## Distribuzione e habitat
Alphestes immaculatus e Alphestes multiguttatus provengono dall'oceano Pacifico, Alphestes afer è diffuso nell'oceano Atlantico.

## Descrizione
La specie di dimensioni maggiori è A. afer che raggiunge i 33 cm. In tutte le tre specie la colorazione è formata da macchie marroni e di altri colori disposte irregolarmente.

## Tassonomia
- Alphestes afer (Bloch, 1793)
- Alphestes immaculatus Breder, 1936
- Alphestes multiguttatus (Günther, 1867)